# 그래너리 묘지

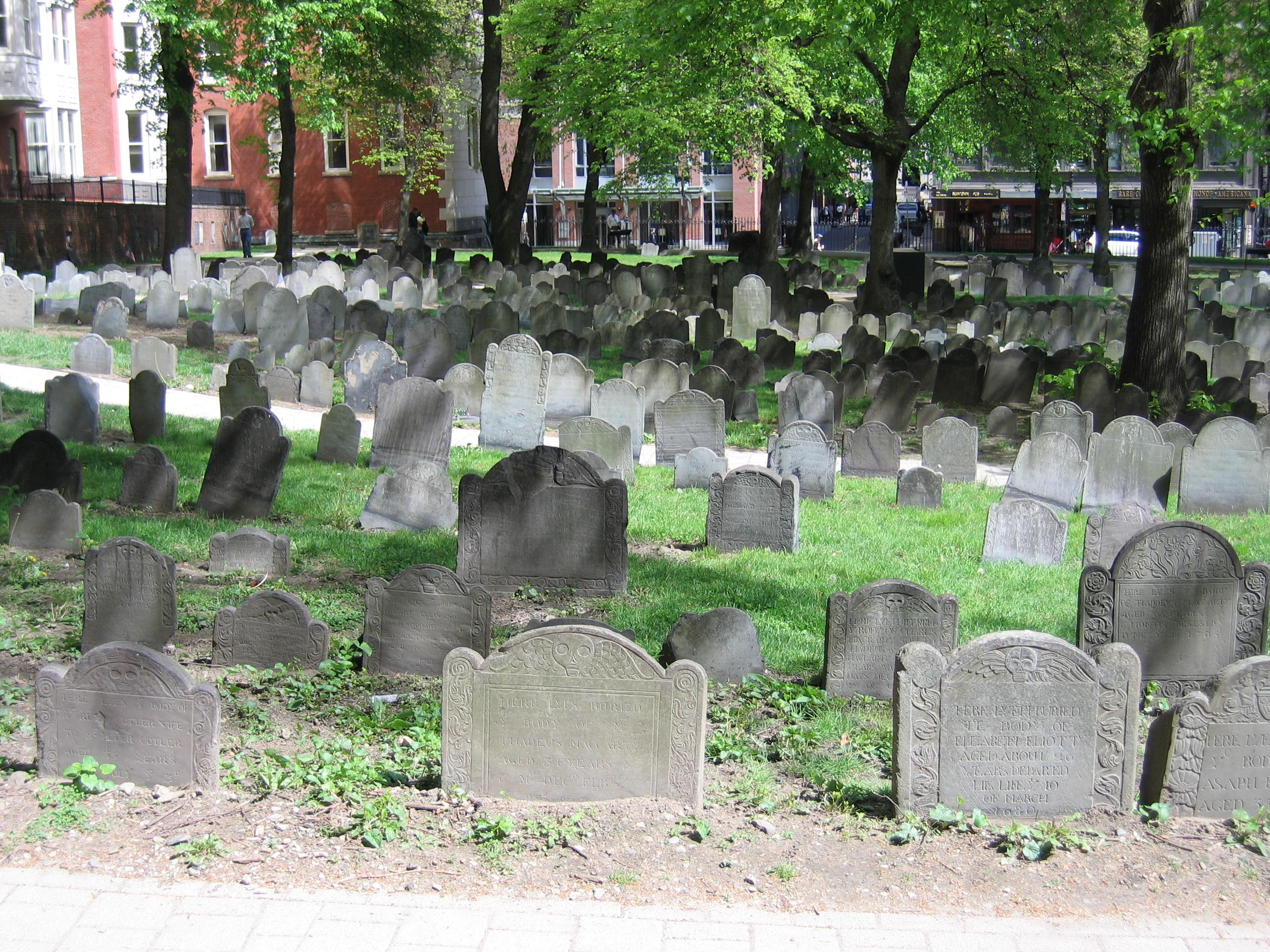
그래너리 묘지

그래너리 묘지(Granary Burying Ground)는 미국 매사추세츠주 보스턴 트레먼트 가에 위치한 공동 묘지이다. 미국 독립 혁명 당시 죽은 사람들이 많이 묻혀있다. 현재는 프리덤 트레일을 따라 관광지로도 사용된다.

## 같이 보기
- 콥스 힐 묘지
- 킹스 채플 묘지